# Vagabond Heart
Vagabond Heart è il sedicesimo album di Rod Stewart, pubblicato nel 1991 dalla Warner Bros.
Contiene un brano, It Takes Two, cantato in duetto con Tina Turner.

## Tracce
1. Rhythm of My Heart – 4:14 (M. Jordan - J. Capek)
2. Rebel Heart – 4:10 (R. Stewart - J. Golub - C. Kentis - C. Rojas)
3. Broken Arrow – 4:26 (R. Robertson)
4. It Takes Two – 4:14 (W. Stevenson - S. Moy)
5. When a Man's in Love – 5:34 (R. Stewart - J. Golub - C. Kentis - C. Rojas)
6. You Are Everything – 4:09 (T. Bell - L. Creed)
7. The Motown Song – 4:00 (L.J. McNally)
8. Go Out Dancing – 4:20 (R. Stewart - J. Golub - C. Kentis)
9. No Holding Back – 5:47 (R. Stewart - J. Cregan - K. Savigar)
10. Have I Told You Lately – 4:01 (Van Morrison)
11. Moment of Glory – 4:47 (R. Stewart - J. Golub - C. Kentis - C. Rojas)
12. If Only – 4:56 (R. Stewart - J. Cregan - K. Savigar)

## Musicisti
- Rod Stewart - voce
- Tina Turner - voce su traccia 4
- Jeff Golub - chitarra
- Dann Huff - chitarra
- Paul Jackson Jr. - chitarra
- Robin LeMesurier - chitarra
- Steve Lukather - chitarra
- Tim Pierce - chitarra
- Waddy Wachtel - chitarra
- David Paich - piano
- Richard Cottle - tastiere
- Kevin Savigar - tastiere, arrangiamento archi
- Patrick Leonard - tastiere
- Chuck Kentis - tastiere
- Khris Kellow - sintetizzatore
- Steve Porcaro - sintetizzatore
- Steve Lindsey - sintetizzatore
- Rave Calmer - basso
- Bernard Edwards - basso
- Jimmy Johnson - basso
- Carmine Rojas - basso
- Neil Stubenhaus - basso
- Tony Brock - batteria
- Jim Keltner - batteria
- Jeff Porcaro - batteria
- John Robinson - batteria
- Paulinho Da Costa - percussioni
- Luis Conte - percussioni
- Rick Braun - tromba
- Nick Lane - trombone
- Jimmy Roberts - sassofono
- Mick MacNeil - fisarmonica
- Richard Greene - violino
- Kevin Weed - cornamusa

## Classifiche

### Classifiche settimanali
| Classifica (1991) | Posizione massima |
| ----------------- | ----------------- |
| Australia         | 1                 |
| Austria           | 5                 |
| Canada            | 2                 |
| Francia           | 29                |
| Germania          | 3                 |
| Italia            | 11                |
| Norvegia          | 6                 |
| Nuova Zelanda     | 2                 |
| Paesi Bassi       | 31                |
| Regno Unito       | 2                 |
| Stati Uniti       | 10                |
| Svezia            | 2                 |
| Svizzera          | 2                 |

### Classifiche di fine anno
| Classifica (1991) | Posizione |
| ----------------- | --------- |
| Australia         | 2         |
| Austria           | 12        |
| Canada            | 6         |
| Germania          | 7         |
| Italia            | 59        |
| Nuova Zelanda     | 4         |
| Regno Unito       | 43        |
| Stati Uniti       | 38        |
| Svizzera          | 4         |